# مدن جنة القديمة
مدن جنة القديمة هي مجمع عمراني أثري في مدينة جني في مالي. يتكون المجمع من أربعة مواقع، هي جنّة-جنّو، هامباركيتولو، كانيانا وتونومبا، وقد تم إدراجه كموقع للتراث العالمي لليونسكو سنة 1988.

## تاريخ
تطوّر موقع جنة المأهول منذ العام 250 ق.م.، ليصبح سوقًا ومدينةً مهمَّيْن لتجارة الذهب عبر الصحراء. وفي القرنَيْن الخامس عشر والسادس عشر، كانت المدينة مركزًا لنشر الإسلام. وأُنشئت منازلها التقليديّة التي لم يتبقّ سوى ألفَيْن منها على تلالٍ صغيرةٍ تمّ تكييفها حتى تتصدّى للفياضانات الموسميّة.

### قائمة الخطر
سنة 2016، تم إدراج الموقع على قائمة التراث العالمي المعرض للخطر من طرف اليونسكو بسبب النزاع المسلح في المنطقة.